# Francesco Maria Piave

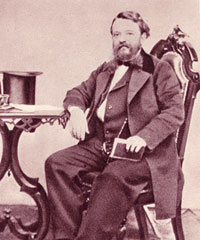
F.M. Piave

Francesco Maria Piave (ur. 18 maja 1810, Murano – zm. 5 marca 1876, Mediolan) – włoski librecista znany głównie ze współpracy z Giuseppe Verdim.

## Wybrane utwory
- Ernani - (1844)
- I due Foscari - Dwaj Foskariusze (1844)
- Attila - Attyla (1846) (poprawione libretto Solery)
- Macbeth - Makbet (1847)
- Il corsaro - Korsarz (1848)
- Stiffelio - (1850)
- Rigoletto - (1851)
- La Traviata - (1853)
- Simon Boccanegra - (1857)
- La forza del destino - Moc przeznaczenia (1862)